# Stella Cox
Stella Cox (* 7. November 1990 in Rom, Italien) ist eine italienische Pornodarstellerin, die in Großbritannien lebt.

## Leben
Stella Cox wohnt in Großbritannien, reist jedoch oft in die USA, um für Unternehmen wie Digital Playground, Spizoo, Team Skeet, Fake Taxi, Marc Dorcel und Brazzers zu arbeiten. Sie studierte zunächst Sprachen. Die nachfolgend angetretene Stelle entsprach nicht ihren Vorstellungen, so dass sie zur Pornographie wechselte. Ihre Karriere begann sie im Jahr 2013.
Im Jahr 2014 gewann sie den UKAP Award als Newcomer des Jahres und im November 2015 erhielt sie den Paul Raymond Award als Girl of the Year. In den Jahren 2016 und 2017 wurde sie bei den AVN Awards jeweils in der Kategorie Female Foreign Performer of the Year nominiert. Im Jahr 2018 gewann sie den XBIZ Award als Foreign Female Performer of the Year.

## Auszeichnungen
- 2014: UKAP Awards – Newcomer of the Year
- 2015: Paul Raymond Award als Girl of the Year
- 2016: UKAP Awards – Your Choice Girl of the Year
- 2018: XBIZ Award – Foreign Female Performer of the Year[5][6]

## Filmografie (Auswahl)
- 2013: Is Spunk on the Menu
- 2014: All Natural In Nylons
- 2014: Big Teasing Tits
- 2014: Bitchy Hotties Have to Share a Cab
- 2014: Fetish Gloryhole
- 2014: Give Me Your Cum
- 2014: I Won't Tell Sir
- 2014: Master White on Sub Stella
- 2014: Mistress Webb and Sub Stella
- 2014: My Secret Garden
- 2014: No Panties
- 2014: Schoolboy Spanked
- 2014: Swallowing The Dean's Cum
- 2014: Tempting Tits
- 2015: Big Boobs in Detention
- 2015: Fishnet Tights and Pleated Mini-skirt
- 2015: Football Fan Blows the Cameraman
- 2015: Footsteps to Heaven
- 2015: Italian Girl-Next-Door's Spanking
- 2015: Naughty Muse
- 2015: Naughty Knickers
- 2015: Pantyhose and Cream
- 2015: Private Specials 104: Ryan Ryder: Stud on Tour
- 2015: Sexy Schoolgirl
- 2015: Stella Cox Sucks Cock
- 2015: Tough Fuckin’ Bitches
- 2015: Youth Hostel
- 2016: Big Natural Boobs Fucked in Public
- 2016: Busty Italian Babe Loves Sex
- 2016: Cream My Big Breasts
- 2016: Cum Swallowing Auditions 27
- 2016: Deep Inside Stella
- 2016: Feet First by the Pool
- 2016: Fuck Like a Young Slut
- 2016: Office Defloration - Stunning Legs And A Tasty Snatch
- 2016: Sexual Athletics
- 2016: Women Seeking Women 132
- 2017: Brazzers Presents: The Parodies 8
- 2017: Busty Young Learner Needs a Pass
- 2017: Cute Student 69's For Travel Money
- 2017: Home Sweet Home
- 2017: Intimate Session
- 2017: Mountain Crush
- 2017: Office Duties
- 2017: Rocco’s Abbondanza 6
- 2017: Sex, Brits & Rock n’ Roll
- 2017: Stella Cox: Intimate Fantasies
- 2018: Big F'n Titties 4
- 2018: British Babes
- 2018: Girlfriend Confessions
- 2018: Sex and Submission
- 2018: UKs Hot In Nylons 3
- 2018: Young Harlots: Summer Camp
- 2019: Busty and Dirty 2
- 2019: FTV MILFs 232: Stella Francesca
- 2019: FTV MILFs 235: Stella Francesca 2
- 2020: Debauchery Mansion
- 2020: Nympholepsy
- 2020: Pussy Eating Orgasms
- 2020: Teens Like It Big
- 2020: Vengeful Feet
- 2021: Don't Think. Just Fap
- 2021: Hefty Hooters
- 2021: Stella Cox: Wants More Than a Tennis Lesson
- 2022: Filthy Friends With Benefits
- 2023: Couple's Sharing and Swinging